# Anumeta atrosignata
Anumeta atrosignata är en fjärilsart som beskrevs av Walker 1858. Anumeta atrosignata ingår i släktet Anumeta och familjen nattflyn. Inga underarter finns listade i Catalogue of Life.